# Simon Akstinat

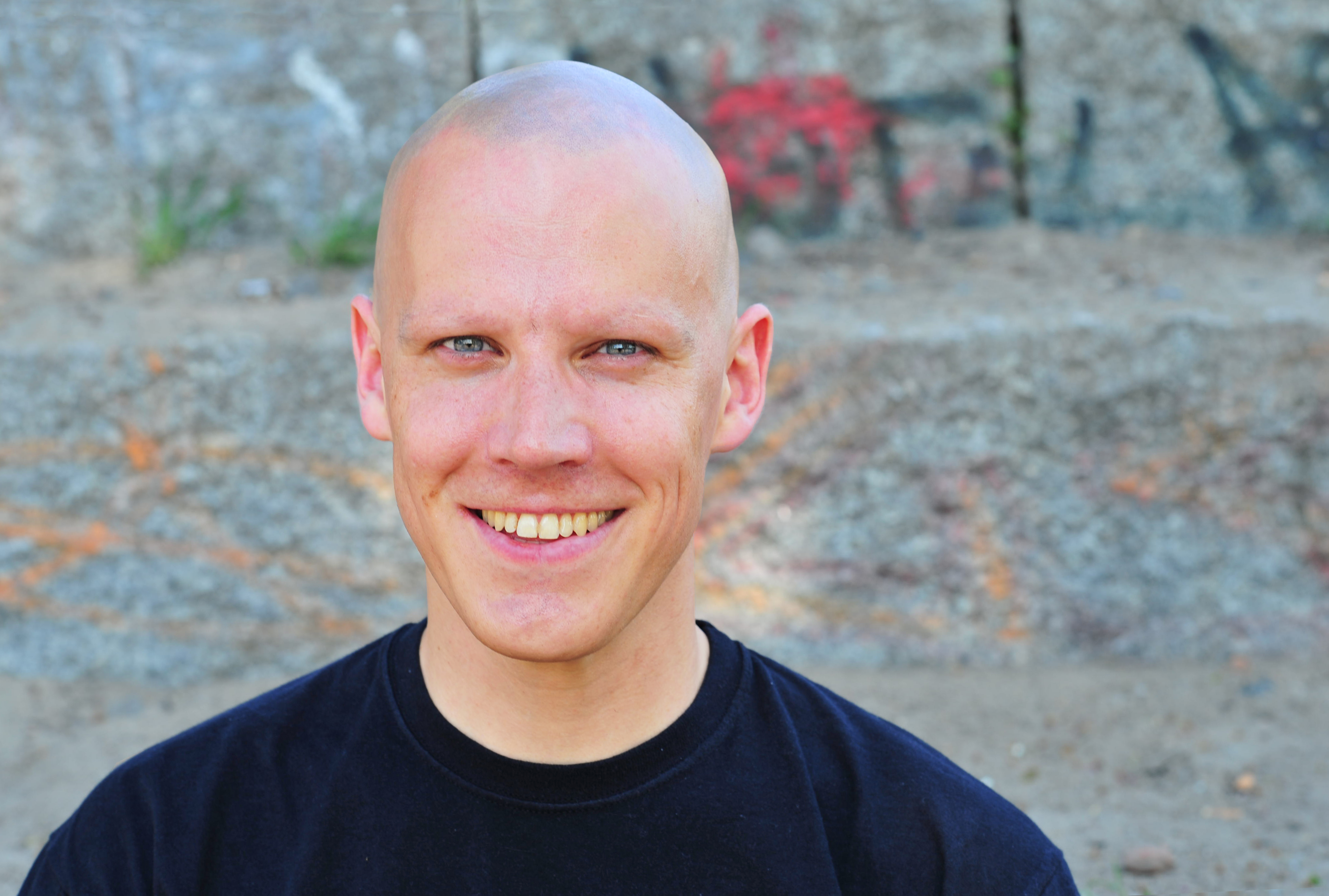
Simon Akstinat

Simon Akstinat (* 1978) ist ein deutscher Autor, Fotograf und von 2015 bis 2022 Chefredakteur der Jüdischen Rundschau in Berlin.

## Leben
Hauptthema seiner Arbeit waren anfangs Bücher zu sogenannten „Unglaublich, aber wahr“-Geschichten, denen eine Buchreihe über erfolgreiche Auswanderer folgte. Sein erstes Hörbuch „Marx & Engels intim“ mit den Sprechern Gregor Gysi, Harry Rowohlt und Anna Thalbach erreichte im Juli 2009 Platz 1 der Hörbuchbestenliste. 2011 lasen Roger Willemsen und Serdar Somuncu sein Hörbuch „Bibel vs. Koran“, das gleichzeitig beim Eichborn Verlag als Buch erschien. Akstinat publiziert Bücher, Hörbücher und Bildbände zu verschiedenen Themen wie z. B. über politische Plakate, Fahrräder, israelische Soldatinnen und sogenannten Curvy-Modellen („Menschen [wollen] vor allem weibliche Frauen sehen.“)

## Werke

### Bücher
- Ach ja!? Faszinierende Fakten. Humboldt, Baden-Baden 2004, ISBN 3-89994-018-0
- Akstinats faszinierende Fakten. Humboldt, Baden-Baden 2006, ISBN 3-89994-066-0
- Made in Germany. Vorwort von Avi Primor. Herder, Freiburg 2006, ISBN 3-451-05784-0
- Made in Austria. Vorwort von Helmut Thoma. Ueberreuter, Wien 2008, ISBN 3-8000-7317-X
- Made in Poland. Vorwort von Steffen Möller. Swiat Ksiazki, Warschau 2010, ISBN 83-247-1372-7
- Bibel vs. Koran. Eichborn, Frankfurt 2011, ISBN 3-8218-3679-2
- Wir sind die Guten. Edition Braus, Berlin 2012, ISBN 3-86228-030-6
- Cycle Love. Knesebeck, München 2013, ISBN 3-86873-521-6
- Jewish Girls in Uniform. Die einzigen weiblichen Wehrpflichtigen der Welt. Hentrich & Hentrich, Berlin 2014, ISBN 3-95565-053-7
- Pantheismus für Anfänger. Der kaum bekannte Gottesglaube von Goethe, Einstein und Avatar. Brocken, Berlin 2020, ISBN 3-98181-025-2

### Tonträger
- Marx & Engels intim. Random House Audio, ISBN 3-8371-0006-5, CD, ca. 70 min, 2009 (gemeinsam mit Björn Akstinat, als Die Akstinat Brüder)
- Bibel vs. Koran. Eichborn, ISBN 3-8218-6336-6, CD, ca. 70 min, 2011